# Томский округ путей сообщения
Томский округ путей сообщения — орган управления водными путями и шоссейными дорогами в Сибири в составе Управления (в 1870—1899 гг. — Департамента) водяных и шоссейных сообщений Министерства путей сообщения. Учрежден в 1895 г. Управление Округа находилось в Томске в доме Швецова, по Духовской ул., д. 2.
Границы округа проходили: на западе по Уральскому хребту; на юге — возвышенности, служащие водоразделом между системою р. Оби и Арало-Каспийским бассейном, далее по горным кряжам Тарбагатая, Алтая и Саян; на востоке — восточная граница Енисейской губ.; на севере — Ледовитый океан.

## Главные пути Томского округа
- Обь и притоки
- Енисей и притоки
- Иртыш и притоки: Тура, Тобол, Ница, Сосьва, Лозьва, Тавда.

## Деление Округа. Должности

#### Участки
- Иртышский. Иртыш от Новой Станицы (в 20 верстах выше Томска) до устья. 1746 вёрст.
- Верхний Иртышский. Всё течение Иртыша от границы с Китаем (устье р. Алкабек) до Новой Станицы. 1817 вёрст.
- Обский. Обь от слияния Бии и Катуни до устья Иртыша (2329 вёрст); Бия от Бийска до устья (23), Томь от г. Кузнецка до устья (545 вёрст); Чулым — на 1057 вёрст от устья; Чарыш от села Белоглазова до устья (173 версты).
- Обь-Енисейский. Обь-Енисейский соединительный водный путь (1010 вёрст); среднее течение Енисея от Минусинска до устья р. Большой Кас (1036 вёрст).
- Верхний Енисейский. От Минусинска до границы Урянхайского края (371 верста).
- Нижний Енисейский. От р. Большой Кас до устьев Енисея.
- Нижняя Обь. От впадения Иртыша до устья (1224 версты).

#### Личный состав Округа
- Начальник Округа
- Помощник начальника Округа
- Окружной инспектор судоходства
- Административная часть (Делопроизводитель, он же юрисконсульт).
- Общая Счетная часть Управления Округа
- Техническо-Инспекторская часть
- Землечерпательный отдел
- Механический отдел
- Судоходный отдел
- Редакция журнала «Известия Томского Округа П. С.»
- Библиотека при Технической части.

#### Пароходства
- Казенное срочное (Нижний Енисей)
- Голева-Лебедева (Нижняя Обь)

#### Служебные суда
- Землечерпательницы: «Сибирская I-я» — «Сибирская XIII-я»
- Камнеподъемные краны: № 301—303, 401, 402, 404, 405.
- «Чулым»
- «Зайсан», барказ «№ 15»
- «Николай»
- «Ирбит»
- «Паша»
- «Тобольск»
- «Первый»